# Petrus Sylvius

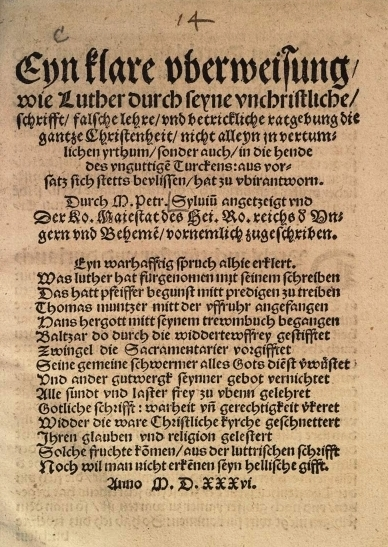
Titelseite der Schrift Eyn klare uberweisung (1536)

Petrus Sylvius, eigentlich Peter Penick (* 1470 in Forst/Niederlausitz; † 1547), war ein katholischer Schriftsteller und Kontroverstheologe der Reformationszeit. Er war ein scharfer Gegner Martin Luthers. Namensvarianten sind Petrus Penick, Petrus Pienitius, Petrus de Forst, Peter Silvius und Petrus Forst. 

## Leben und Wirken
Sylvius studierte ab 1491 in Leipzig (als Petrus Penick de Forst immatrikuliert), wurde 1501 Baccalaureus, 1508 Magister und trat im selben Jahr in den Dominikanerorden ein. 1509 wurde er zum Priester geweiht. 1514 reiste er nach Loretto und Rom, wo er von Papst Leo X. wegen Kränklichkeit vom Orden dispensiert wurde. 
Bereits vor der Leipziger Disputation 1519 verfasste er antilutherische Schriften.
Ab 1524 Prediger in Cronschwitz bei Weida und Pfarrer in Weida und in Lohma bei Schmölln, wurde er aus beiden Orten von den Lutheranern vertrieben.
Im Jahr 1527 gab er die Streitschrift von Johannes Cochläus „Wider die reubischen und mordischen Rotten der Bawern“ (1525) neu heraus. Er lebte nun einige Jahre ohne Anstellung in Leipzig und Dresden und war neben Johannes Cochläus theologischer Berater von Herzog Georg dem Bärtigen. Durch die Fürsprache des Herzogs war er von 1528 bis 1537 Kaplan in Rochlitz.
Bis zum Jahre 1534 ließ er etwa 30 Bücher drucken, meist auf eigene Kosten, aber auch durch die Unterstützung des Herzogs und des Leipziger Magistrats. Fast alle sind in Prosa oder in Versen gegen Luther und die Reformation gerichtet.
Von 1530 bis 1533 gab er einige Predigten von Andreas Proles heraus (z. B. Proles, Andreas: Sermones Dominkales Des gnadenreichen Predigers Andree Prolis Etwan Vicarij Augustiner, 1530). 
Seine Texte sind gekennzeichnet durch eine äußerst scharfe Polemik, in der Luther als „allerunchristlichster“, teuflisch besessener Mensch, als „Posaune der bösen Geister“ und „Vorläufer des lautern Antichrists“ bezeichnet wird.

## Werke
- Eyn sunderlich nutzlicher Tractat von der eynigen wahrhafftigen: gemeynen Apostolischen heyligen christlichen Kirche und von yhrer (1525)
- Eyne verklerunge des eynigen waren Apostolischen Christlichen gloubens und lere zu erkennen und tzu vermeiden allen vertumlichen (1525)
- Summa und schutz der waren Evangelischen lere und der gantzen Göttlichen schrifft (1529)
- Eyn Missiue ader Sendbriff an die Christliche versamlunge vnd szonderlich an die oberkeit Deutzscher Nation zu wegern den vntthergang (1525)
- Eyn vorkleru[n]g der Euangelischen kyrchen, tzu erkennen den grunt aller Christlicher warheit, Dorynne wirt vorstoret der bose (1525)
- Eyn erschreglicher und doch kurtzweilliger gesangh der Lutziferischen und Lutherischen Kirchen (1526)
- Schutz des heiligen Evangeliums und des ewigen worts Gottes ... genant Mart. Lutheri ecclesia (1526)
- Von der eynigkeit der Luttrischen vnd Lutziferischen kirche vnd, von yhrer gleychformiger arth vnd eygenschafft ßo sie allenthalben (1526)
- Eyn kurtze ... unterrichtunge, Ob die iunckfraw Maria kan oder soll genant werden eine mutter Gottes ... / Item Was, vnd wie glaubwirdig. (1527)
- Eyn klare beweisunge wie Luther würde seyn eyn ursache des steten eynz (1527)
- Von den vier Evangelien, das ist: von den irrigen Artikeln der Pickarden, Musciwiten, Wigleffs ... auß welchen Luther sein. (1528)
- Von den letzten fünff büchern M. P. Sylvii, so nach den Ersten tzwantzig (1528)
- Zwey newgedruckte ... Büchlein von den gemeynen christlichen Kirchen. (1533)
- Die letzten zwey ... Büchleyn ... so das Lutherisch Thun ... handeln. (1534)
- Das sichs gebürt, das Sacrament des Abendmahls zu empfangen, eyn grunt (1535)
- Eyn Missiue ader Sendbriff an die Christliche versamlunge vnd szonderlich an die oberkeit ... (1525)
- Eyn kurtze vnnd doch gnugliche vntterrichtunge Ob die iunckfraw Maria die mutter Christi ... (1527)
- Die andern acht hinderstelligen bucher M.P.Siluij so den ersten dreyen nachfolgen aus ... (1528)
- Die ersten vier bucher. M.petri Syluij. Aus welchen Das erst ist von dem Primat vnd gmeinem ... (1528)
- Erklerung der zwolff artickeln des eynigen waren Christlichen glawbens vnd aller heylsamer ... (1528)
- Eyn besonder Nutzlichs vnnd krefftigs nawes buechleyn M.P.Syluij Dorynn. Zum ersten wirt ... (1531)
- Die letzten zwey beschlissliche vnd aller krefftigste büchleyn M.Petri Syluij so das ... (1534)
- Luthers vnd Lutzbers eintrechtige vereinigung so in xxij eygenschafften sindt allenthalben gleychförmig verfüget (1535)
- Eyn klare vberweisung wie Luther durch seyne vnchristliche schrifft falsche lehre vnd ... (1536)